# Mergelgrube bei Hannover
Mergelgrube bei Hannover este o arie protejată (arie specială de conservare — SAC, sit de importanță comunitară — SCI) din Germania întinsă pe o suprafață de 18,05 ha, integral pe uscat.

## Localizare
Centrul sitului Mergelgrube bei Hannover este situat la coordonatele 52°22′58″N 9°52′13″E / 52.3828°N 9.8703°E.

## Înființare
Situl Mergelgrube bei Hannover a fost declarat sit de importanță comunitară în ianuarie 2005 pentru a proteja . Situl a fost protejat și ca arie specială de conservare în iunie 2016.

## Biodiversitate
Situată în ecoregiunea atlantică, aria protejată conține 2 habitate naturale: Ape puternic oligomezotrofe cu vegetație bentonică cu Chara spp., Mlaștini alcaline.
La baza desemnării sitului se află un număr nedeclarat de specii protejate:
Pe lângă speciile protejate, pe teritoriul sitului au mai fost identificate 6 specii de plante.